# Matías Almeyda
Matías Jesús Almeyda (Azul, 21 de Dezembro de 1973) é um ex-futebolista e treinador argentino com história no River Plate, atuou como volante. Atualmente treina o Sevilla.
Após a inédita descida da equipa à 2ª divisão argentina, a 26 de Junho de 2011, passou a assumir as funções de treinador do clube, e é medalhista olímpico de prata.

## Carreira

### Início
Almeyda passou por vários clubes durante a carreira. Começou no River Plate e, em seguida, foi jogar no Sevilla, da Espanha. Após uma temporada no futebol espanhol, jogou em quatro equipes italianas: Lazio, Parma, Inter de Milão e Brescia. Ao retornar ao seu país, jogou no Quilmes, onde afirmou ter encerrado a carreira. Depois disso, foi jogar na Noruega e também participou da equipe argentina de Showbol, ao lado de ex-atletas como Diego Maradona, Sergio Goycochea, Alejandro Mancuso e Claudio Caniggia. Estava curtindo sua aposentadoria, mas retornou ao futebol profissional em 2009, atuando pelo Fénix, da Argentina. Em agosto do mesmo ano, anunciou seu retorno ao River Plate, onde foi titular absoluto e capitão do time , mantendo-se como jogador até 2011.

## Seleção Argentina
Almeyda também jogou pela Seleção Argentina tendo sido titular da equipe comandada por Daniel Passarella que ficou com a medalha de prata nos Jogos Olímpicos de Atlanta de 1996. Também disputou as Copas do Mundo de 1998 e 2002, sendo titular nos quatro jogos na França, em 1998, e no confronto contra a Suécia, em 2002 ."Abraçou" a carreira de treinador no River Plate, onde jogava e era capitão de equipa, após ser consumada a primeira descida à 2ª divisão na história do clube.

### Estatística
| Clube       | Jogos | Vitórias | Empates | Derrotas | Aproveitamento |
| ----------- | ----- | -------- | ------- | -------- | -------------- |
| River Plate | 53    | 28       | 17      | 8        | 68,8%          |

## Títulos

### Jogador
River Plate
- Copa Libertadores: 1996
- Primera División Argentina: 1993A, 1994A e 1996A

Lazio
- Recopa Européia: 1998-99
- Coppa Itália: 1997-98, 1999-00
- Supercopa da Itália: 1998
- Serie A: 1999-00

### Treinador
River Plate
- Primera B Nacional: 2011–12

Banfield
- Primera B Nacional: 2013–14

Guadalajara
- Liga MX: Clausura 2017
- Copa MX: Apertura 2015, Clausura 2017
- Supercopa MX: 2016
- Liga dos Campeões da CONCACAF: 2018

AEK Athens
- Super Liga Grega: 2022–23
- Copa da Grécia: 2022–23